# 张凤岐 (1921年)
张凤岐（1921年—），男，直隶宁津人，中华人民共和国政治人物，曾任中共吉林省委常委、统战部部长，吉林省政协副主席，第六、七届全国政协委员。